# Gianni Ferrio
Pour les articles homonymes, voir Ferrio.
Gianni Ferrio est un compositeur et chef d'orchestre italien, né le 15 novembre 1924 à Vicence et mort le 21 octobre 2013.

## Biographie
Il étudie aux conservatoires de Vicence et de Venise. Il compose tout d'abord de nombreuses musiques de films, particulièrement dans le registre du western spaghetti et de la comédie érotique italienne. Son morceau One Silver Dollar, tiré du film Le Dollar troué de Giorgio Ferroni, est repris en 2009 dans la bande originale du film Inglourious Basterds de Quentin Tarantino.
Il est également connu pour son travail dans le domaine de la musique pop, et notamment pour sa collaboration avec la chanteuse Mina pour qui il a composé la chanson Parole parole et écrit les arrangements et les orchestrations de nombreuses chansons,.
Il est le chef d'orchestre du festival de Sanremo en 1959 et 1962, ainsi que lors du Concours Eurovision de la chanson 1965 pour les représentants de l'Autriche (Udo Jürgens), de l'Irlande (Butch Moore) et de l'Italie (Bobby Solo).
Il était marié à l'actrice italienne Alba Arnova.

## Filmographie partielle

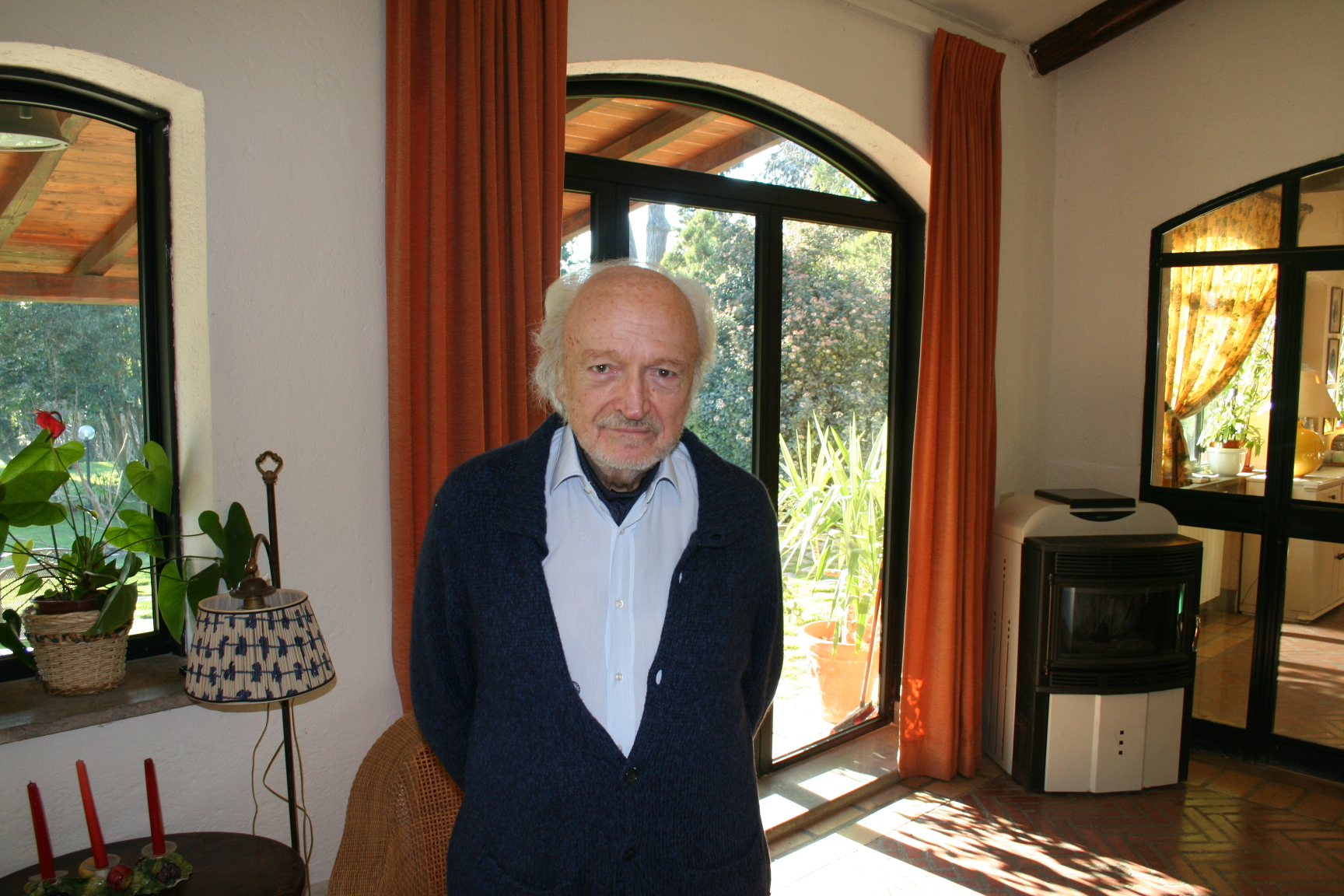
Gianni Ferrio en 2008

### Cinéma
- 1959 : Tipi da spiaggia de Mario Mattoli
- 1959 : Guardatele ma non toccatele de Mario Mattoli
- 1960 : Je cherche une maman (Appuntamento a Ischia)  de Mario Mattoli
- 1960 : Chi si ferma è perduto de Sergio Corbucci
- 1961 : Totò l'Embrouille (Totòtruffa 62) de Camillo Mastrocinque
- 1962 : Copacabana Palace de Steno
- 1961 : Cinque marines per cento ragazze de Mario Mattoli
- 1961 : Son Excellence est restée dîner (Sua Eccellenza si fermò a mangiare) de Mario Mattoli
- 1962 : Les Deux Colonels (I Due colonnelli) de Steno
- 1963 : Les Fiancés (I fidanzati) d'Ermanno Olmi
- 1963 : Le Quatrième Mousquetaire (I quattro moschettieri) de Carlo Ludovico Bragaglia
- 1963 : Objectif jupons (Obiettivo ragazze) de Mario Mattoli
- 1964 : Massacre au Grand Canyon (Massacro al Grande Canyon) de Sergio Corbucci et Albert Band
- 1964 : Frénésie d'été de Luigi Zampa
- 1965 : Le Dollar troué (Un dollaro bucato) de Giorgio Ferroni
- 1966 : Djurado de Giovanni Narzisi
- 1968 : Ringo cherche une place pour mourir (Joe... cercati un posto per morire!) de Giuliano Carnimeo
- 1969 : Moi, Emmanuelle (Io, Emmanuelle) de Cesare Canevari
- 1969 : L'Auberge des plaisirs (Frau Wirtin hat auch eine Nichte) de Franz Antel
- 1969 : Mort ou vif... de préférence mort (Vivi o preferibilmente morti) de Duccio Tessari
- 1970 : Le Colt du révérend (Reverendo Colt) de León Klimovsky, sous le pseudonyme de « Lady Park »
- 1970 : L'Or dans la montagne (I recuperanti) d'Ermanno Olmi
- 1970 : La mort remonte à hier soir (La morte risale a ieri sera) de Duccio Tessari
- 1970 : Un homme nommé Sledge (A Man Called Sledge) de Vic Morrow
- 1971 : La Grande Chevauchée de Robin des Bois (L'Arciere di fuoco) de Giorgio Ferroni
- 1971 : Cran d'arrêt (Una farfalla con le ali insanguinate) de Duccio Tessari
- 1971 : Deux Trouillards pistonnés (Io non spezzo... rompo) de Bruno Corbucci
- 1972 : La calandria de Pasquale Festa Campanile
- 1972 : La mort caresse à minuit (La morte accarezza a mezzanotte) de Luciano Ercoli
- 1972 : Alta tensión de Julio Buchs
- 1974 : L'Homme sans mémoire (L'Uomo senza memoria) de Duccio Tessari
- 1974 : La sculacciata de Pasquale Festa Campanile
- 1974 : La poliziotta de Steno
- 1975 : La Prof et les Farceurs de l'école mixtede Mariano Laurenti
- 1975 : Un vice de famille (Il vizio di famiglia) de Mariano Laurenti
- 1976 : Le Patron et l'Ouvrier (Il padrone e l'operaio) de Steno
- 1977 : Adios California de Michele Lupo
- 1978 : Travolto dagli affetti familiari de Mauro Severino
- 1978 : La Prof et les Cancres (L'insegnante va in collegio) de Mariano Laurenti
- 1979 : L'Infirmière de nuit de Mariano Laurenti
- 1980 : La lycéenne fait de l’œil au proviseur de Mariano Laurenti
- 1980 : La settimana bianca de Mariano Laurenti
- 1980 : Mi faccio la barca de Sergio Corbucci
- 1980 : Non ti conosco più amore de Sergio Corbucci
- 1981 : La settimana al mare de Mariano Laurenti
- 1981 : Le Prof d'éducation sexuelle de Mariano Laurenti
- 1981 : Una vacanza del cactus de Mariano Laurenti
- 1982 : Vigili e vigilesse de Franco Prosperi
- 1982 : Dieu les fait et les assemble de Steno
- 1985 : Tex et le Seigneur des abysses  de Duccio Tessari
- 1988 : Arrivederci e grazie de Giorgio Capitani
- 1993 : Kreola d'Antonio Bonifacio
- 1993 : Caccia alle mosche d'Angelo Longoni
- 1994 : Delitto passionale de Flavio Mogherini

### Télévision
- 1973 : L'Île mystérieuse (mini-série)